# Vlag van De Hoeve

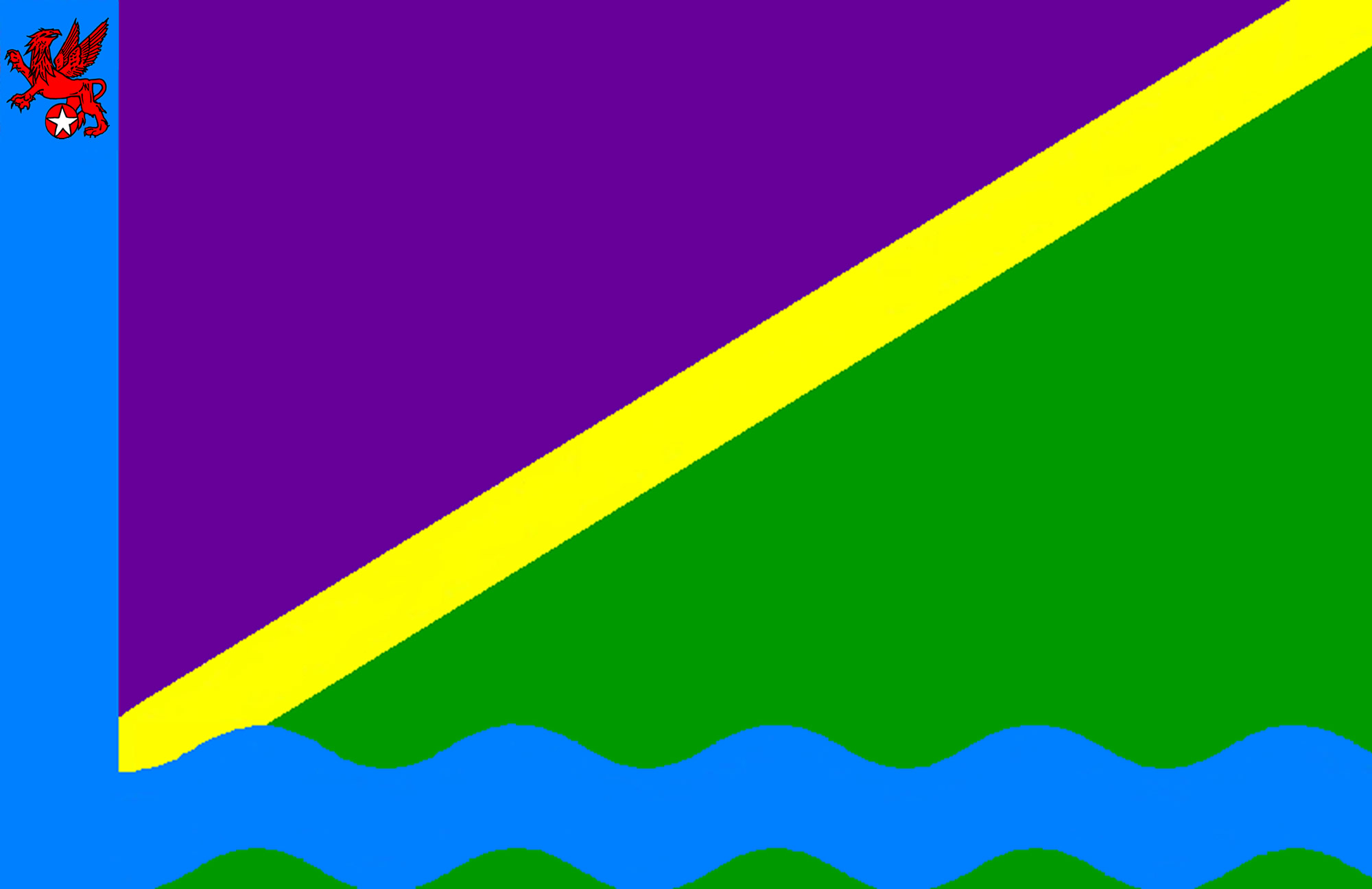
Vlag van De Hoeve

De vlag van De Hoeve werd in 2008 door het Nederlandse dorp De Hoeve in gebruik genomen en werd onthuld tijdens het 100-jarig bestaan van het plaatselijke dorpsbelang.

## Symboliek
In de vlag van De Hoeve is net als bij vele vlaggen een stukje geschiedenis verwerkt. In vlaggen heeft iedere kleur of symbool of dier een bepaalde oorsprong. De Hoeve ligt in een hoek tussen de Noordwoldervaart en de Linde. Dat is op de vlag terug te vinden; De rechte blauwe lijn links op de vlag stelt de Noordwoldervaart voor en de golvende blauwe lijn onder op de vlag symboliseert de Linde. De gele diagonale lijn symboliseert de zandpaden tussen Ooster en Westerhoeve. Het groene en paarse vlak staan voor zowel Oosterhoeve en Westerhoeve als wel voor de kleur van de heidevelden die in de jaren omgezet is naar groene weiden. Tot slot staat in de bovenhoek de griffioen van Weststellingwerf als verbinding met deze gemeente. (de oorsprong van de ster onder sommige Griffioenen is niet geheel duidelijk, de originele vlag is zonder ster) De kleuren vind je ook terug in inrichting van het Hokkien, op het omslag van Ooster Wester, de website en in de mooie creatie van het cultureel Hoofddorp. 